# Softbal hoofdklasse
De Softbal hoofdklasse (voluit Fastpitch Softbal Senioren Dames Hoofdklasse) is de hoogste softbalcompetitie voor vrouwen in Nederland die door de KNBSB wordt georganiseerd. In 1966 werd deze competitie door de toenmalige "Nederlandse Amateur Softball Bond" (NASB) als landelijke hoogste divisie ingesteld als de Hoofdklasse. Tot en met 2014 werd deze naam gehandhaafd en wordt deze vanaf 2021 weer gehanteerd. In de tussenliggende periode (2015-2020) werd de competitie gespeeld onder de noemer Softbal Golden League. De competitie loopt doorgaans van begin april tot begin oktober.
Onder de hoofdklasse is vanaf 2021 de 1e klasse weer het tweede niveau. Eerder was dit ook het geval tot en met 2009. In de periode 2010-2014 was dit de Overgangsklasse en van 2015-2020 de Silver League.
Tot de invoering van de Hoofdklasse in 1966 werd het landskampioenschap beslist in een kampioenstoernooi tussen de afdelingskampioenen. Van 1966-1981 was de competitie winnaar tevens de landskampioen. Van 1982-2014 en 2021-2024 werd het landskampioenschap beslist in de Holland Series (viermaal uitgezonderd; 1985, 1986, 1989 -winnaar competitie- en 1991 -winnaar kampioenspoule met zes deelnemers-) waaraan twee finalisten deelnamen die zich via de play-off kwalificeerden. Van 1990-1994 plaatsten de vier teams zich via twee competitieperioden. Van 2015-2019 werd de landstitel beslist in de "Season Finals", eveneens een play-off tussen de top-4 van de competitie, waarbij de finale in 2015 en 2016 uit één duel bestond, en in 2017, 2018 en 2019 middels een best-of-3 werd beslist. Het seizoen 2020 kent geen kampioen in verband met het voortijdig afbreken van de competitie van wege strengere maatregelen van overheidswege inzake de heersende coronapandemie.
In 1986 werd de titel beslist in een best-of-3 tussen BVC Bloemendaal en Terrasvogels nadat beide clubs met een gelijk puntentotaal eindigden in de competitie; deze strijd geldt niet als een 'Holland Series'.
In de hoogste divisie nemen doorgaans acht clubteams deel aan de competitie. Van 1987-1991 waren dit er tien. Van 2015-2018, bij de start van de Golden League, namen er zes clubteams aan deel. Vanaf 2019 nemen er weer acht clubteams deel. Er zijn drie jaren met een uitzondering op de reguliere deelname. In 2004 en 2011 namen er zeven teams deel als gevolg van de terugtrekkingen van respectievelijk HSV Zwijndrecht en HSV Euro Stars. Ook in 2022 was dit het geval na de terugtrekking van Quick Amersfoort.
Van 2010-2019 nam er, buiten mededinging, een bondsteam deel dat van 2010-2014 onder de noemer Jong Oranje en van 2015-2019 als Talent Team Holland uitkwam. In 2010 was dit ter voorbereiding op het EK voor junioren.

## Competitie 2025
In 2025 nemen onderstaande acht teams deel in de Hoofdklasse waarvan de reguliere competitie loopt van 12 april tot en met 19 juli, gevolgd door de play-offs en de Holland Series die op 5 oktober zijn de derde wedstrijd kent.
Amsterdam Pirates
Neptunus
Olympia Haarlem
Onze Gezellen, Haarlem *
ROEF!, Moergestel
Sparks Haarlem
Tex Town Tigers, Enschede
Red Lions **
* Onze Gezellen verving in 2021 Terrasvogels in naam. Feitelijk was het hetzelfde team na het samengaan van de softbalafdelingen van beide verenigingen.
** Red Lions promoveerde als kampioen van de 1e klasse en nam de plaats in van Euro Stars

## Landskampioenen
In 73 seizoenen (1952-2024) hebben zestien clubs ten minste eenmaal de landstitel behaald.
| Titels | Club                                                                                  |
| ------ | ------------------------------------------------------------------------------------- |
| 0015   | Terrasvogels                                                                          |
| 0012   | HHC                                                                                   |
| 0011   | Sparks Haarlem                                                                        |
| 0009   | HCAW                                                                                  |
| 0007   | DSS                                                                                   |
| 0005   | Olympia Haarlem                                                                       |
| 0003   | HCK                                                                                   |
| 0002   | Tex Town Tigers                                                                       |
| 0001   | De Pinguins, VODO, BVC Bloemendaal, Twins, DSC '74, Alcmaria Victrix, ROEF!, Neptunus |